# ムーンサルトスクランブル
ムーンサルトスクランブル（英：MOONSAULT SCRAMBLE）は、かつて富士急ハイランドに存在した大型ローラーコースター。1996年に同園にてキング・オブ・コースターFUJIYAMAが開業するまでは高さでギネス記録を保持していた。

## 特徴
明昌特殊産業が開発した往復タイプのコースターで、1983年7月24日に営業開始。レール幅は通常より広い1.3mとし、宇宙ロケットをイメージしたステーションから約70mの位置まで巻き上げて後ろ向き状態で落下し折り返し地点に設けられた垂直ループと横ひねりを2回ずつ設けたプレッツェル状直径26.5mの複合ループを通過してUターンし反対側の60m傾斜の50m地点まで到達した後前向きで再度ループを通過し、垂直ループと横ひねりを4回ずつ行ってステーションへと戻る構造とし、名称は体操競技のムーンサルトに因んで付けられた。
走行時は最大6.5Gの過重力がかかり、完成当時は高さ・最高時速と合わせ3つの世界記録を擁していた。ここまでの重力がかかるコースターは世界的にも珍しく、開業から15年が経過した1998年の時点で似た特徴を持つコースターは米国外では本機の他カナダGalaxylandの「Mindbender」とドイツ「Drierer Looping」があった。
2000年4月に営業を終了し、跡地の一部はドドンパ（後のド・ドドンパ、現在は営業終了）、高飛車が建設されている。